# Olimpíada d'escacs de 2004

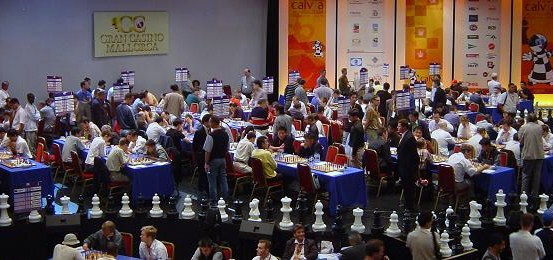
Sala de joc masculina, al Casino de Calvià

L'Olimpíada d'escacs de 2004, organitzada per la FIDE, fou la 36a edició oficial de les olimpíades d'escacs. Es va disputar a Calvià, Mallorca, entre el 14 d'octubre i el 31 d'octubre. Va consistir en un torneig obert i un de femení, a més d'altres diversos esdeveniments.

## La competició
Els dos torneigs foren arbitrats per l'àrbitre internacional Ignatius Leong. Els torneigs es jugaren a 14 rondes, per sistema suís. Les partides tenien un ritme de joc de 90 minuts, més 30 segons addicionals per cada moviment.

### Torneig obert
Hi participaren 129 equips, en representació de 125 països. Espanya, com a entitat organitzadora, va participar amb tres equips, i també hi hague un equip de l'Associació Internacional d'escacs a cegues i de l'Associació Internacional pels discapacitats físics. Els matxs es disputaven a quatre taulers.
Ucraïna, comandada pel GM Vassili Ivantxuk (en aquell moment el setè millor jugador del món segons la classificació Elo, i que va aconseguir nou punts i mig sobre tretze partides), Serguei Kariakin (qui, amb només catorze anys, i com a segon suplent, va guanyar sis partides de les set que va disputar, entaulant només contra l'estatunnidenc Gregory Kaidanov), va aconseguir tots els punts als tres primers matxs, guanyant Rússia 2½-1½ a la quarta ronda, i va continuar liderant la classificació fins al final, assolint així la medalla d'or. La medalla d'argent fou pels russos, que eren els campions regnants, i tenien el millor seed, ja que tenien quatre dels nou millors jugadors de la competició.
Armènia, un dels quatre equips que va aconseguir empatar amb Ucraïna el seu matx individual, va quedar en tercera posició final, assolint la medalla de bronze, igualment com a l'edició precedent, guiada des del segon tauler per Levon Aronian (qui no va perdre cap partida), i pel seu tercer tauler, Rafael Vaganian (que va acabar en torneig amb vuit punts i mig sobre 11). Després de ser derrotada per Rússia, Armènia va aconseguir derrotar Geòrgia a la darrera ronda per 3½-½, empatant així amb Rússia a 36,5 punts, però classificant-se tercera per bucholz.
Cuba i Bulgària, respectivament divuitena i vintena segons el seed inicial, varen reeixir a finalitzar entre els deu primers, mercès a les prestacions, respectivament, dels GM Lazaro Bruzon (8 punts d'11 al segon tauler) i Kiril Gueorguiev (8 punts de 13 al primer tauler, inclosa una victòria a la darrera ronda contra Anand, el jugador amb més alt Elo al començament del torneig); França i Anglaterra no varen complir les expectatives, i foren finalment vint-i-tresena i trentena, malgrat que eren la dotzena i la vuitena per seed.

#### Classificació per equips
Els primers tres equips classificats varen rebre les medalles absolutes, i també en reberen els primers tres de cada grup d'equips en ordre de seed; els guanyadors de les medalles absolutes estaven exclosos d'aquesta segona classificació.

##### Resultats absoluts
| Pos.              | Equip             | Jugadors | Seed | Elo  | 1  | ½ | 0 | Total |
| ----------------- | ----------------- | --- | ---- | ---- | -- | - | - | ----- |
| Medalla d'or      | Ucraïna           | Vasil Ivantxuk, Ruslan Ponomariov, Andrei Volokitin, Oleksandr Moissèienko, Pàvel Eliànov, Serguei Kariakin                                    | 2    | 2680 | 10 | 4 | 0 | 39.5  |
| Medalla de plata  | Rússia            | Aleksandr Morozévitx, Piotr Svídler, Aleksandr Grisxuk, Aleksei Dréiev, Aleksandr Khalifman, Vadim Zviàguintsev                                | 1    | 2718 | 11 | 0 | 3 | 36.5  |
| Medalla de bronze | Armènia           | Vladímir Akopian, Levon Aronian, Rafael Vaganian, Sembat Lputian, Gabriel Sargissian, Artaixès Minassian                                       | 4    | 2660 | 8  | 4 | 2 | 36.5  |
| 4                 | Estats Units      | Alexander Onischuk, Alexander Shabalov, Alexander Goldin, Gregory Kaidanov, Ígor Novikov, Borís Gulkò                                          | 10   | 2623 | 7  | 4 | 3 | 35.0  |
| 5                 | Israel            | Borís Guélfand, Emil Sutovsky, Ilia Smirin, Borís Àvrukh, Alexander Huzman, Michael Roiz                                                       | 3    | 2670 | 7  | 5 | 2 | 34.5  |
| 6                 | Índia             | Viswanathan Anand, Krishnan Sasikiran, Pendyala Harikrishna, Surya Shekhar Ganguly, Abhijit Kunte, Chanda Sandipan                             | 5    | 2655 | 10 | 0 | 4 | 34.0  |
| 7                 | Cuba              | Lenier Dominguez, Lazaro Bruzon, Neuris Delgado, Jesus Nogueiras, Walter Arencibia, MI Yuniesky Quezada                                        | 18   | 2596 | 8  | 2 | 4 | 33.5  |
| 8                 | Països Baixos     | Loek Van Wely, Ivan Sokolov, Serguei Tiviàkov, Jan Timman, Erik Van Den Doel, Friso Nijboer                                                    | 8    | 2641 | 9  | 1 | 4 | 33.0  |
| 9                 | Bulgària          | Kiril Gueorguiev, Aleksandr Dèltxev, MI Ivan Txeparínov, Vassil Spàssov, Borís Txatalbaixev, MI Julian Radulski                                | 20   | 2584 | 9  | 1 | 4 | 32.5  |
| 10                | Espanya (equip A) | Aleksei Xírov, Francisco Vallejo Pons, Miquel Illescas i Córdoba, Roberto Cifuentes Parada, Alfonso Romero Holmes, MI Julen Arizmendi Martínez | 7    | 2643 | 8  | 3 | 3 | 32.5  |

##### Grup A
Equips de seed comprès entre la primera i la vint-i-cinquena posició:
|                   | Equip        | Classificació absoluta | Seed | Elo  | Total |
| Medalla d'or      | Estats Units | 4                      | 10   | 2623 | 35.0  |
| Medalla de plata  | Israel       | 5                      | 3    | 2670 | 34.5  |
| Medalla de bronze | Índia        | 6                      | 5    | 2655 | 34.0  |

##### Grup B
Entre els equips de seed del 26 a 51.
|                   | Equip               | Classificació absoluta | Seed | Elo  | Total |
| Medalla d'or      | Suïssa              | 13                     | 29   | 2559 | 32.0  |
| Medalla de plata  | Uzbekistan          | 14                     | 30   | 2533 | 32.0  |
| Medalla de bronze | Sèrbia i Montenegro | 15                     | 26   | 2568 | 32.0  |

##### Grup C
Entre els equips de seed del 52 a 77.
|                   | Equip     | Classificació absoluta | Seed | Elo  | Total |
| Medalla d'or      | Irlanda   | 43                     | 54   | 2454 | 30.0  |
| Medalla de plata  | Indonèsia | 48                     | 65   | 2397 | 29.5  |
| Medalla de bronze | Finlàndia | 49                     | 53   | 2456 | 29.5  |

##### Grup D
Entre els equips de seed del 78 a 103.
|                   | Equip       | Classificació absoluta | Seed | Elo  | Total |
| Medalla d'or      | Tadjikistan | 61                     | 83   | 2303 | 28.5  |
| Medalla de plata  | Bolívia     | 65                     | 79   | 2371 | 28.5  |
| Medalla de bronze | Pakistan    | 69                     | 84   | 2298 | 28.0  |

##### Grup E
Entre els equips de seed del 104 a 129.
|                   | Equip    | Classificació absoluta | Seed | Elo  | Total |
| Medalla d'or      | Japó     | 87                     | 112  | 2125 | 26.5  |
| Medalla de plata  | Botswana | 94                     | 105  | 2174 | 25.5  |
| Medalla de bronze | Kenya    | 95                     | 119  | 2121 | 25.5  |

#### Resultats individuals
Es varen donar medalles individuals als tres jugadors que havent disputat almenys vuit partides, haguessin obtingut el millor resultat segons el sistema de càlcul del rating de la FIDE. També es varen donar medalles als millors jugadors (amb almenys vuit partides jugades) segons el percentatge de punts obtinguts, en classificacions separades per taulers; els suplents foren considerats com a jugadors del cinquè o del sisè tauler. En cas d'igualtat passà davant el jugador amb més partides disputades, i en cas de mantenir-se la igualtat, es considera superior el jugador amb una millor prestació Elo.

##### Millor actuació
| Pos.              | Jugador           | Equip        | Elo  | Tauler | Partides | Punts | Actuació |
| ----------------- | ----------------- | ------------ | ---- | ------ | -------- | ----- | -------- |
| Medalla d'or      | Baadur Jobava     | Geòrgia      | 2614 | 4      | 10       | 8.5   | 2842     |
| Medalla de plata  | Viswanathan Anand | Índia        | 2781 | 1      | 11       | 8.0   | 2824     |
| Medalla de bronze | Vasil Ivantxuk    | Ucraïna      | 2705 | 1      | 13       | 9.5   | 2819     |
| 4                 | Rafael Vaganian   | Armènia      | 2640 | 3      | 11       | 8.5   | 2818     |
| 5                 | Piotr Svídler     | Rússia       | 2735 | 2      | 9        | 6.5   | 2811     |
| 6                 | Michael Adams     | Anglaterra   | 2740 | 1      | 13       | 10.0  | 2773     |
| 7                 | Andrei Volokitin  | Ucraïna      | 2652 | 3      | 12       | 8.5   | 2771     |
| 8                 | Lazaro Bruzon     | Cuba         | 2637 | 2      | 11       | 8.0   | 2771     |
| 9                 | Gregory Kaidanov  | Estats Units | 2611 | 4      | 10       | 8.0   | 2763     |
| 10                | Lenier Dominguez  | Cuba         | 2645 | 1      | 11       | 7.5   | 2749     |

##### Primer tauler
|                   | Jugador          | Equip      | Elo  | Partides | Punts | Percentatge |
| ----------------- | ---------------- | ---------- | ---- | -------- | ----- | ----------- |
| Medalla d'or      | Evgenij Ermenkov | Palestina  | 2454 | 12       | 10.5  | 87.5        |
| Medalla de plata  | Andrés Rodríguez | Uruguai    | 2533 | 10       | 8.0   | 80.0        |
| Medalla de bronze | Michael Adams    | Anglaterra | 2740 | 13       | 10.0  | 76.9        |

##### Segon tauler
|                   | Jugador           | Equip     | Elo  | Partides | Punts | Percentatge |
| ----------------- | ----------------- | --------- | ---- | -------- | ----- | ----------- |
| Medalla d'or      | MI Mohamed Tissir | Marroc    | 2394 | 9        | 7.5   | 83.3        |
| Medalla de plata  | Anh Dung Nguyen   | Vietnam   | 2567 | 11       | 8.5   | 77.3        |
| Medalla de bronze | Bazar Hatanbaatar | Veneçuela | 2427 | 12       | 9.0   | 75.0        |

##### Tercer tauler
|                   | Jugador                 | Equip              | Elo  | Partides | Punts | Percentatge |
| ----------------- | ----------------------- | ------------------ | ---- | -------- | ----- | ----------- |
| Medalla d'or      | Rafael Vaganian         | Armènia            | 2640 | 11       | 8.5   | 77.3        |
| Medalla de plata  | Vladimir Gueorguiev     | Macedònia del Nord | 2512 | 12       | 9.0   | 75.0        |
| Medalla de bronze | MI José González García | Mèxic              | 2447 | 10       | 7.5   | 75.0        |

##### Quart tauler
|                   | Jugador          | Equip        | Elo  | Partides | Punts | Percentatge |
| ----------------- | ---------------- | ------------ | ---- | -------- | ----- | ----------- |
| Medalla d'or      | Baadur Jobava    | Geòrgia      | 2614 | 10       | 8.5   | 85.0        |
| Medalla de plata  | Gregory Kaidanov | Estats Units | 2611 | 10       | 8.0   | 80.0        |
| Medalla de bronze | Qadir Huseynov   | Azerbaidjan  | 2552 | 10       | 8.0   | 80.0        |

##### Cinquè tauler (primer suplent)
|                   | Jugador            | Equip      | Elo  | Partides | Punts | Percentatge |
| ----------------- | ------------------ | ---------- | ---- | -------- | ----- | ----------- |
| Medalla d'or      | Vaidas Sakalauskas | Lituània   | 2464 | 7        | 6.0   | 85.7        |
| Medalla de plata  | Serik Temirbaev    | Kazakhstan | 2468 | 7        | 5.5   | 78.6        |
| Medalla de bronze | Jean-Marc Degraeve | França     | 2551 | 9        | 7.0   | 77.8        |

##### Sisè tauler (segon suplent)
|                   | Jugador                | Equip       | Elo  | Partides | Punts | Percentatge |
| ----------------- | ---------------------- | ----------- | ---- | -------- | ----- | ----------- |
| Medalla d'or      | Serguei Kariakin       | Ucraïna     | 2576 | 7        | 6.5   | 92.9        |
| Medalla de plata  | MF Ibrahim Chahrani    | Líbia       | 2273 | 7        | 6.5   | 92.9        |
| Medalla de bronze | William Bermudez Adams | Puerto Rico | 2138 | 8        | 6.5   | 81.3        |

### Torneig femení
Al torneig femení hi participaren 87 equips, en representació de 84 estats. Espanya va alinear dos equips, i hi participaren també l'Associació Internacional d'escacs a cegues, i l'Associació Internacional d'Escacs per Disminuïts Físics. La competició es disputava a tres taulers.
La Xina, guiada per la GM Xie Jun (excampiona del món) i la (GMF) Xu Yuhua (que esdevindria campiona del món posteriorment, el 2006), i amb el millor seed i essent campiones regnants, es va col·locar aviat al capdavant de la classificació, concedint només dues taules a les primeres cinc rondes (quinze partides) i vencent successivament per 2-1 Rússia i Polònia, que foren respectivament medalla d'argent i medalla de bronze a l'edició precedent de la competició, arribant a tenir sis punts d'avantatge abans de la desena ronda respecte dels Estats Units, classificades al segon lloc.
Els Estats Units van aconseguir de vèncer 2-1 contra la Xina; seguidament un empat i una derrota xineses successives (respectivament contra Hongria i contra Geòrgia, varen portar a una situació en què la Xina tenia tres punts d'avantatge a falta de dues rondes. La Xina aconseguí de vèncer l'Índia i Eslovàquia, i va guanyar així el torneig, mentre que els Estats Units es van haver de conformar amb la medalla d'argent.
Rússia, tot i que era vuitena després de la desena ronda, mercès a la seva primera reserva Nadejda Kossíntseva (que aconseguí 10 punts sobre 12 partides jugades), va assolir arribar a la quarta posició abans de la penúltima ronda, que va jugar contra Geòrgia, que era mig punt per sobre d'elles; gràcies a la victòria per 2-1 contra aquestes varen aconseguir de superar-les i de guanyar la medalla de bronze per bucholz, després d'haver acabat el torneig empatades a punts.
Les sorpreses del torneig foren Hongria, 13a en ordre de seed, i Anglaterra (27è seed), que acabaren el torneig respectivament sisena i vuitena; Ucraïna, en canvi, tot i que era el cinquè equip per Elo, acabà en un molt dolent 18è lloc.
La millor actuació individual fou la de Zsuzsa Polgar, la segona jugadora més forta del torneig; al segon tauler Szidonia Vajda va aconseguir dues victòries i unes taules contra tres de les set jugadores més fortes del torneig.

#### Classificació per equips
Els primers tres equips classificats varen rebre les medalles, així com els primers tres de cada grup d'equips segons el seu seed; els guanyadors de les medalles absolutes estaven exclosos d'aquesta segona classificació.

##### Resultats absoluts
| Pos.              | Equip           | Jugadores                                                                                            | Seed | Elo  | 1  | ½ | 0 | Total |
| ----------------- | --------------- | --- | ---- | ---- | -- | - | - | ----- |
| Medalla d'or      | R.P. de la Xina | GM Xie Jun, GMF Xu Yuhua, GMF Zhao Xue, MIF Huang Qian                                               | 1    | 2514 | 11 | 1 | 2 | 31.0  |
| Medalla de plata  | Estats Units    | GM Zsuzsa Polgar, MI Irina Krush, GMF Anna Zatonskih, MIF Jennifer Shahade                           | 3    | 2490 | 10 | 3 | 1 | 28.0  |
| Medalla de bronze | Rússia          | MI Aleksandra Kosteniuk, GMF Tatiana Kossíntseva, MI Ekaterina Kovalévskaia, GMF Nadejda Kossíntseva | 2    | 2491 | 9  | 3 | 2 | 27.5  |
| 4                 | Geòrgia         | GM Maia Txiburdanidze, GMF Nana Dzagnidze, GMF Lela Javakhishvili, MI Maria Lomineishvili            | 4    | 2470 | 10 | 1 | 3 | 27.5  |
| 5                 | França          | MI Almira Skripchenko, MI Marie Sebag, GMF Silvia Collas, MIF Sophie Milliet                         | 8    | 2417 | 8  | 2 | 4 | 25.5  |
| 6                 | Hongria         | MI Ildiko Madl, MI Szidonia Vajda, GMF Anita Gara, GMF Nikoletta Lakos                               | 13   | 2376 | 8  | 3 | 3 | 25.0  |
| 7                 | Eslovàquia      | GMF Eva Repkova, GMF Regina Pokorona, MI Zuzana Hagarova, Zuzana Borosova                            | 12   | 2377 | 8  | 2 | 4 | 25.0  |
| 8                 | Anglaterra      | MI Harriet Hunt, GMF Jovanka Houska, MIF Heather Richards, Melanie Buckley                           | 27   | 2293 | 7  | 2 | 5 | 25.0  |
| 9                 | Índia           | GM Humpy Koneru, MI Subbaraman Vijayalakshmi, GMF Dronavalli Harika, GMF Nisha Mohota                | 6    | 2435 | 8  | 3 | 3 | 24.5  |
| 10                | Polònia         | MI Iweta Radziewicz, MI Monika Socko, MI Joanna Dworakwoska, GMF Marta Zielinska                     | 7    | 2427 | 7  | 3 | 4 | 24.5  |

##### Grup A
Equips amb seed entre 1 i 17.
|                   | Equip   | Classificació absoluta | Seed | Elo  | Total |
| Medalla d'or      | Geòrgia | 4                      | 4    | 2470 | 27.5  |
| Medalla de plata  | França  | 5                      | 8    | 2417 | 25.5  |
| Medalla de bronze | Hongria | 6                      | 13   | 2376 | 25.0  |

##### Grup B
Equips amb seed entre 18 i 34.
|                   | Equip      | Classificació absoluta | Seed | Elo  | Total |
| Medalla d'or      | Anglaterra | 8                      | 27   | 2293 | 25.0  |
| Medalla de plata  | Lituània   | 13                     | 20   | 2311 | 24.0  |
| Medalla de bronze | Suècia     | 15                     | 24   | 2301 | 24.0  |

##### Grup C
Equips amb seed entre 35 i 51.
|                   | Equip      | Classificació absoluta | Seed | Elo  | Total |
| Medalla d'or      | Uzbekistan | 32                     | 37   | 2235 | 22.5  |
| Medalla de plata  | Iran       | 34                     | 41   | 2189 | 22.0  |
| Medalla de bronze | Estònia    | 36                     | 38   | 2229 | 22.0  |

##### Grup D
Equips amb seed entre 52 i 69.
|                   | Equip    | Classificació absoluta | Seed | Elo  | Total |
| Medalla d'or      | Colòmbia | 37                     | 55   | 2107 | 21.5  |
| Medalla de plata  | Malàisia | 40                     | 56   | 2084 | 21.5  |
| Medalla de bronze | Canadà   | 41                     | 52   | 2123 | 21.5  |

##### Grup E
Equips amb seed entre 70 i 87.
|                   | Equip       | Classificació absoluta | Seed | Elo  | Total |
| Medalla d'or      | Kirguizstan | 58                     | 75   | 2080 | 20.0  |
| Medalla de plata  | Indonèsia   | 59                     | 72   | 2125 | 20.0  |
| Medalla de bronze | Guatemala   | 60                     | 77   | 2043 | 20.0  |

#### Resultats individuals
Es donaren medalles individuals a les tres jugadores que havent jugat almenys vuit partides, haguessin obtingut el millor resultat segons el sistema de càlcul del ràting de la FIDE. També s'assignaren medalles a les millors jugadores (amb almenys vuit partides jugades) segons el percentatge de punts obtinguts, amb classificacions separades segons el tauler; les suplents són considerades com a jugadores del quart tauler. En cas d'empat guanyava la jugadora amb més partides disputades, i en cas de continuar l'empat guanyava la jugadora amb una millor actuació per Elo.

##### Millor actuació
| Pos.              | Jugadora                | Equip           | Elo  | Tauler | Partides | Punts | Prestació |
| ----------------- | ----------------------- | --------------- | ---- | ------ | -------- | ----- | --------- |
| Medalla d'or      | GM Zsuzsa Polgar        | Estats Units    | 2567 | 1      | 14       | 10.5  | 2622      |
| Medalla de plata  | GM Xie Jun              | R.P. de la Xina | 2569 | 1      | 10       | 7.0   | 2597      |
| Medalla de bronze | GMF Zhao Xue            | R.P. de la Xina | 2487 | 3      | 12       | 10.0  | 2596      |
| 4                 | MI Harriet Hunt         | Anglaterra      | 2385 | 1      | 13       | 9.5   | 2558      |
| 5                 | GMF Nadejda Kossíntseva | Rússia          | 2446 | 4      | 12       | 10.0  | 2550      |
| 6                 | MI Viktorija Cmilyte    | Lituània        | 2442 | 1      | 11       | 8.5   | 2550      |
| 7                 | MI Szidonia Vajda       | Hongria         | 2369 | 2      | 12       | 9.0   | 2541      |
| 8                 | MI Aleksandra Kosteniuk | Rússia          | 2508 | 1      | 11       | 7.0   | 2539      |
| 9                 | GM Maia Txiburdanidze   | Geòrgia         | 2503 | 1      | 13       | 8.5   | 2531      |
| 10                | GM Humpy Koneru         | Índia           | 2503 | 1      | 14       | 8.5   | 2521      |

##### Primer tauler
|                   | Jugadora             | Equip        | Elo  | Partides | Punts | Percentatge |
| ----------------- | -------------------- | ------------ | ---- | -------- | ----- | ----------- |
| Medalla d'or      | MI Viktorija Cmilyte | Lituània     | 2442 | 11       | 8.5   | 77.3        |
| Medalla de plata  | GM Zsuzsa Polgar     | Estats Units | 2567 | 14       | 10.5  | 75.0        |
| Medalla de bronze | GMF Elvira Berend    | Luxemburg    | 2307 | 12       | 9.0   | 75.0        |

##### Segon tauler
|                   | Jugadora                 | Equip   | Elo  | Partides | Punts | Percentatge |
| ----------------- | ------------------------ | ------- | ---- | -------- | ----- | ----------- |
| Medalla d'or      | MI Szidonia Vajda        | Hongria | 2369 | 12       | 9.0   | 75.0        |
| Medalla de plata  | MI Corina-Isabela Peptan | Romania | 2429 | 12       | 9.0   | 75.0        |
| Medalla de bronze | GMF Barbara Hund         | Suïssa  | 2240 | 11       | 8.0   | 72.7        |

##### Tercer tauler
|                   | Jugadora                 | Equip           | Elo              | Partides | Punts | Percentatge |
| ----------------- | ------------------------ | --------------- | ---------------- | -------- | ----- | ----------- |
| Medalla d'or      | GMF Zhao Xue             | R.P. de la Xina | 2487             | 12       | 10.0  | 83.3        |
| Medalla de plata  | Irene Kharisma           | Indonèsia       | nessun punteggio | 12       | 10.0  | 83.3        |
| Medalla de bronze | MIF Tuvshintogs Batceceg | Mongòlia        | 2209             | 12       | 9.0   | 75.0        |

##### Quart tauler (suplent)
|                   | Jugadora                | Equip    | Elo  | Partides | Punts | Percentatge |
| ----------------- | ----------------------- | -------- | ---- | -------- | ----- | ----------- |
| Medalla d'or      | GMF Nadejda Kossíntseva | Rússia   | 2446 | 12       | 10.0  | 83.3        |
| Medalla de plata  | GMF Maria Velcheva      | Bulgària | 2299 | 10       | 8.0   | 80.0        |
| Medalla de bronze | GMF Marta Zielinska     | Polònia  | 2395 | 10       | 7.5   | 75.0        |

### Títol absolut
S'adjudicà el títol Nona Gaprindaixvili a l'estat participant els equips del qual al torneig open i al femení haguessin obtingut una millor mitjana en les respectives classificacions finals. En cas d'empat la classificació es decidia basant-se en la millor classificació en els torneigs específics i eventualment sobre la base del nombre més gran de punts. El 2004 fou Rússia qui s'adjudicà el trofeu.
| Pos.              | Estat           | Classif. open | Classif. femení | Mitjana |
| ----------------- | --------------- | ------------- | --------------- | ------- |
| Medalla d'or      | Rússia          | 2             | 3               | 2.5     |
| Medalla de plata  | Estats Units    | 4             | 2               | 3.0     |
| Medalla de bronze | Armènia         | 3             | 11              | 7.0     |
| 4                 | Índia           | 6             | 9               | 7.5     |
| 5                 | Ucraïna         | 1             | 18              | 9.5     |
| 6                 | Països Baixos   | 8             | 12              | 10.0    |
| 7                 | Polònia         | 12            | 10              | 11.0    |
| 8                 | Belarús         | 9             | 14              | 11.5    |
| 9                 | R.P. de la Xina | 24            | 1               | 12.5    |
| 10                | Geòrgia         | 21            | 4               | 12.5    |

### Equips participants
Al torneig hi participaren equips en representació de 199 estats, cinc nacions constituents, dues entitats autònomes, dues dependències de la Corona Britànica, dues organitzacions internacionals, dues regions administratives especials, dues àrees insulars dels Estats Units, i un dels territoris britànics d'ultramar; foren registrats 1204 jugadors, tot i que alguns no varen arribar a disputar cap partida.
Els equilps inscrits a ambdós torneigs foren:
- Associació internacional d'escacs a cegues
- Associació internacional d'escacs per disminuïts físics
- Albània
- Argentina
- Armènia
- Austràlia
- Àustria
- Azerbaidjan
- Bangladesh
- Belarús
- Bolívia
- Bòsnia i Hercegovina
- Botswana
- Brasil
- Belarús
- Canadà
- R.P. de la Xina
- Colòmbia
- Costa Rica
- Croàcia
- Cuba
- Dinamarca
- Equador
- Estònia
- Fiji
- Filipines
- Finlàndia
- França
- Gal·les
- Geòrgia
- Alemanya
- Japó
- Grècia
- Guatemala
- Hondures
- Índia
- Indonèsia
- Anglaterra
- Iran
- Iraq
- Irlanda
- Islàndia
- Illes Verges Americanes
- Israel
- Itàlia
- Kazakhstan
- Kenya
- Kirguizstan
- Letònia
- Líban
- Líbia
- Lituània
- Luxemburg
- Macedònia del Nord
- Malàisia
- Mèxic
- Moldàvia
- Mongòlia
- Noruega
- Nova Zelanda
- Països Baixos
- Perú
- Polònia
- Puerto Rico
- Portugal
- Qatar
- Txèquia
- República Dominicana
- Romania
- Rússia
- Sèrbia i Montenegro
- Eslovàquia
- Eslovènia
- Espanya[17]
- Sri Lanka
- Estats Units
- Sud-àfrica
- Suècia
- Suïssa
- Tadjikistan
- Trinitat i Tobago
- Turquia
- Ucraïna
- Hongria
- Veneçuela
- Vietnam
- Iemen

Els equips que participaren només al torneig open foren:
- Afganistan
- Andorra
- Antigua i Barbuda
- Angola
- Aruba
- Barbados
- Bèlgica
- Bermudes
- Xile
- Xipre
- Illes Fèroe
- Jamaica
- Guernsey
- Hong Kong
- Illes Verges Britàniques
- Jersey
- Liechtenstein
- Macau
- Malta
- Marroc
- Maurici
- Mònaco
- Namíbia
- Nepal
- Nicaragua
- Nigèria
- Pakistan
- Palestina
- Panamà
- Papua Nova Guinea
- Paraguai
- Ruanda
- San Marino
- Escòcia
- Seychelles
- Singapur
- Surinam
- Tailàndia
- Tunísia
- Uganda
- Uruguai

### Controvèrsies

#### L'incident d'Azmaiparaixvili
Abans de la cerimònia de clausura de l'olimpíada, el vicepresident de la FIDE, el Gran Mestre Zurab Azmaiparaixvili, va ser arrestat en tractar de pujar a l'escenari. La policia no li va permetre d'arribar als organitzadors de l'olimpíada, i en la lluita que va seguir Azmaiparaixvili va ser detingut després d'haver patit diverses lesions. Va quedar en llibertat després de quaranta hores, i els càrrecs en contra seva van ser retirats.
Azmaiparaixvili, georgià, estava suposadament tractant de fer que el presentador del trofeu Nona Gaprindaixvili expliqués millor les contribucions d'aquesta jugadora als escacs (va ser campiona del món), però va ser detingut per la seguretat. La FIDE va argumentar que Azmaiparaixvili fou aturat malgrat haver mostrat les seves credencials, mentre que els representants de la Federació Espanyola d'Escacs i els organitzadors del torneig van considerar que Azmaiparaixvili havia causat l'accident, en agredir un agent.
La FIDE, en previsió d'un possible ingrés dels escacs als Jocs Olímpics, havia introduït un test antidòping com els de l'WADA. Dos jugadors, Shaun Press de Papua Nova Guinea i Bobby Miller de Bermuda, varen refusar de sotmetre's al test; ambdós foren escoltats per la comissió disciplinària de la FIDE, que va decidir d'anul·lar els seus resultats (Press havia fet 7,5 punts de 14, mentre Mille 3,5 de 9). Com a conseqüència la puntuació total de Papua Nova Guinea va baixar de 23 a 15,5 i la de Bermuda de 22 a 18,5.
La FIDE, en previsió d'un possible ingrés dels escacs als Jocs Olímpics, havia introduït un test antidòping com els de l'WADA. Dos jugadors, Shaun Press de Papua Nova Guinea i Bobby Miller de Bermuda, varen refusar de sotmetre's al test; ambdós foren escoltats per la comissió disciplinària de la FIDE, que va decidir d'anul·lar els seus resultats (Press havia fet 7,5 punts de 14, mentre Mille 3,5 de 9). Com a conseqüència la puntuació total de Papua Nova Guinea va baixar de 23 a 15,5 i la de Bermuda de 22 a 18,5.

## Esdeveniments relacionats
Concomitantment amb els dos torneigs principals, els organitzadors varen muntar diversos esdeveniments lligats als escacs, alguns sota els auspicis de la FIDE; aquests actes foren anomenats col·lectivament Primer Festival Escaquístic de Calvià. Durant el festival se celebraren diverses exhibicions de simultànies, partides demostratives, lliçons de banda de jugadors espanyols, i diversos torneigs d'escacs, fins i tot un per debutants, un per Sub-16 (de ràpides) i un per gent gran.
També es van fer classes d'escacs a les escoles primàries i secundàries i als centres per la gent gran de Calvià i la zona propera, en un esforç per promocionar els escacs; també es projectaren pel·lícules d'escacs de nit a la platja.
També hi va haver una exposició d'art i escacs, amb un jurat que va atorgar premis als treballs més meritoris.